# Thomas Crawford
Thomas Gibson Crawford (Nueva York, 22 de marzo de 1814-Londres, 10 de octubre de 1857) fue un escultor estadounidense conocido por sus numerosas contribuciones artísticas al Capitolio de los Estados Unidos.

## Vida

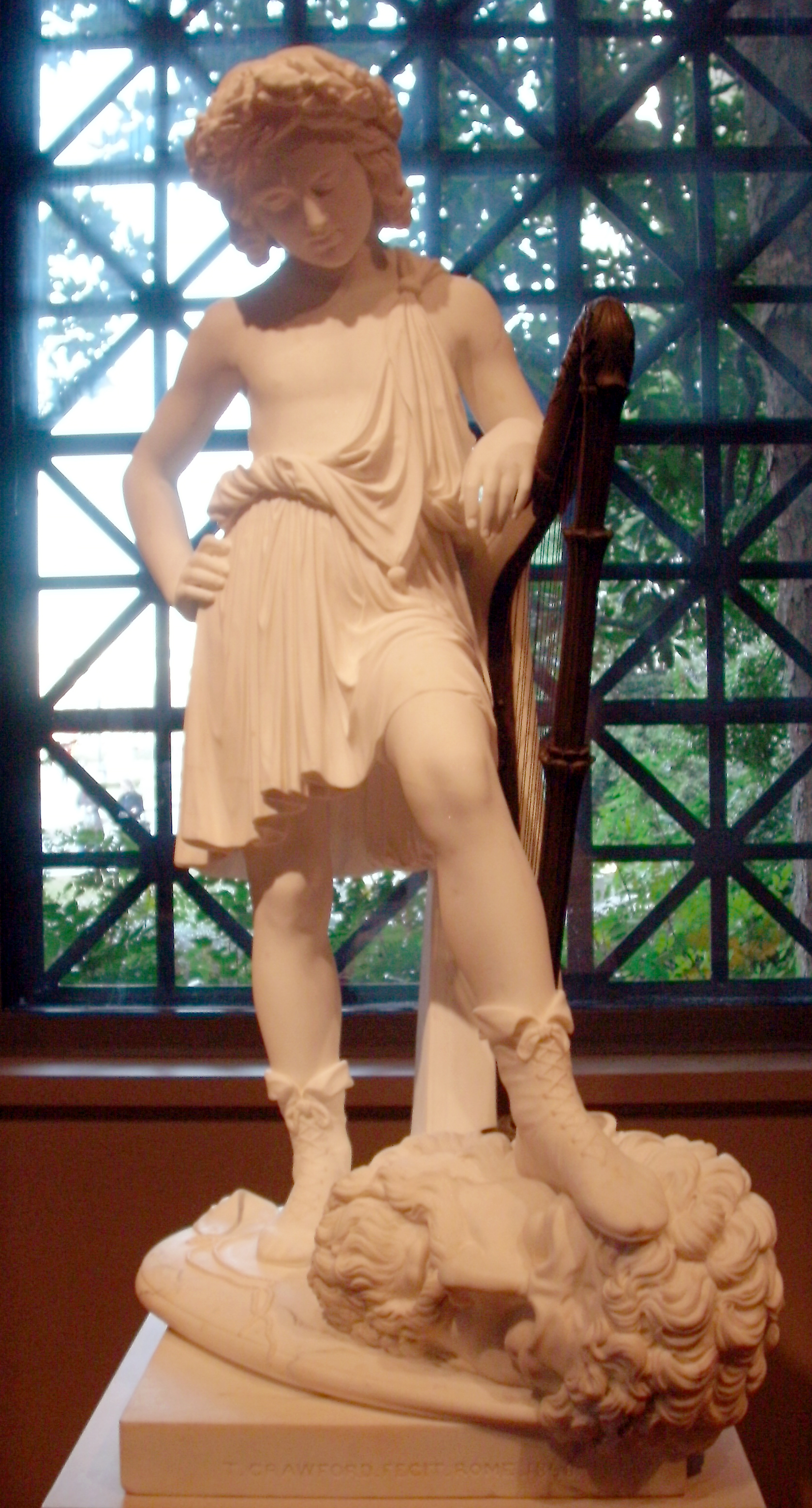
David Triunfante, mármol y bronce, 1848, en la Galería Nacional de Arte (National Gallery of Art)

Nació en la ciudad de Nueva York en 1814, de ascendencia irlandesa, hijo de Aaron Crawford y Mary Gibson. En sus primeros años, fue En la escuela con Page, el artista. Su habilidad en sus estudios fue obstaculizada por la exuberancia de su fantasía, que tomó forma en dibujos y tallas. Su amor por el arte le llevó, a la edad de 19 años, a entrar en los estudios de John Frazee y Robert Eberhard Launitz, artistas y artífices con el mármol. En 1834, se fue al extranjero para la promoción de estudios artísticos, y en el verano 1835 tomó su residencia en Roma, donde viviría el resto de su vida. Launitz había proporcionado a Crawford una carta de presentación a Bertel Thorwaldsen y, al llegar a Roma, Crawford se convirtió en discípulo de Thorwaldsen. Bajo su dirección, Crawford se dedicó al estudio tanto de las obras de la antigüedad como de la figura humana de los modelos.
Su primer trabajo profesional fue una serie de Orfeo y Cerbero, ejecutada en 1839, y comprada varios años después por el Ateneo de Boston, y ahora se encuentra expuesta en el Museo de Bellas Artes (Boston). A esto le siguió una sucesión de grupos, figuras únicas y bajorrelieves, cuya rápida producción fue testigo de la fertilidad y de la versatilidad de su genio. Entre ellos están Adán y Eva y un busto de Josiah Quincy III en 1900 en el Ateneo de Boston; Hebe y Ganímedes, presentado al Museo de Bellas Artes de Boston por C. C. Perkins, y una estatua de bronce de Beethoven, presentada por el mismo caballero al Hall de Música de Boston, que ahora reside en el Conservatorio de Nueva Inglaterra; Babes in the Wood, en la Biblioteca Lenox (Massachusetts); Mercurio y Psique ;  Flora, ahora en la galería de la difunta Sra. A. T. Stewart; Una niña india; Jenny bailando, un modelado de su propia hija; y una estatua de James Otis  Jr, que alguna vez adornó la capilla del Cementerio de Monte Auburn, Cambridge. En 1838, fue elegido por la Academia Nacional de Diseño como un académico honorario.

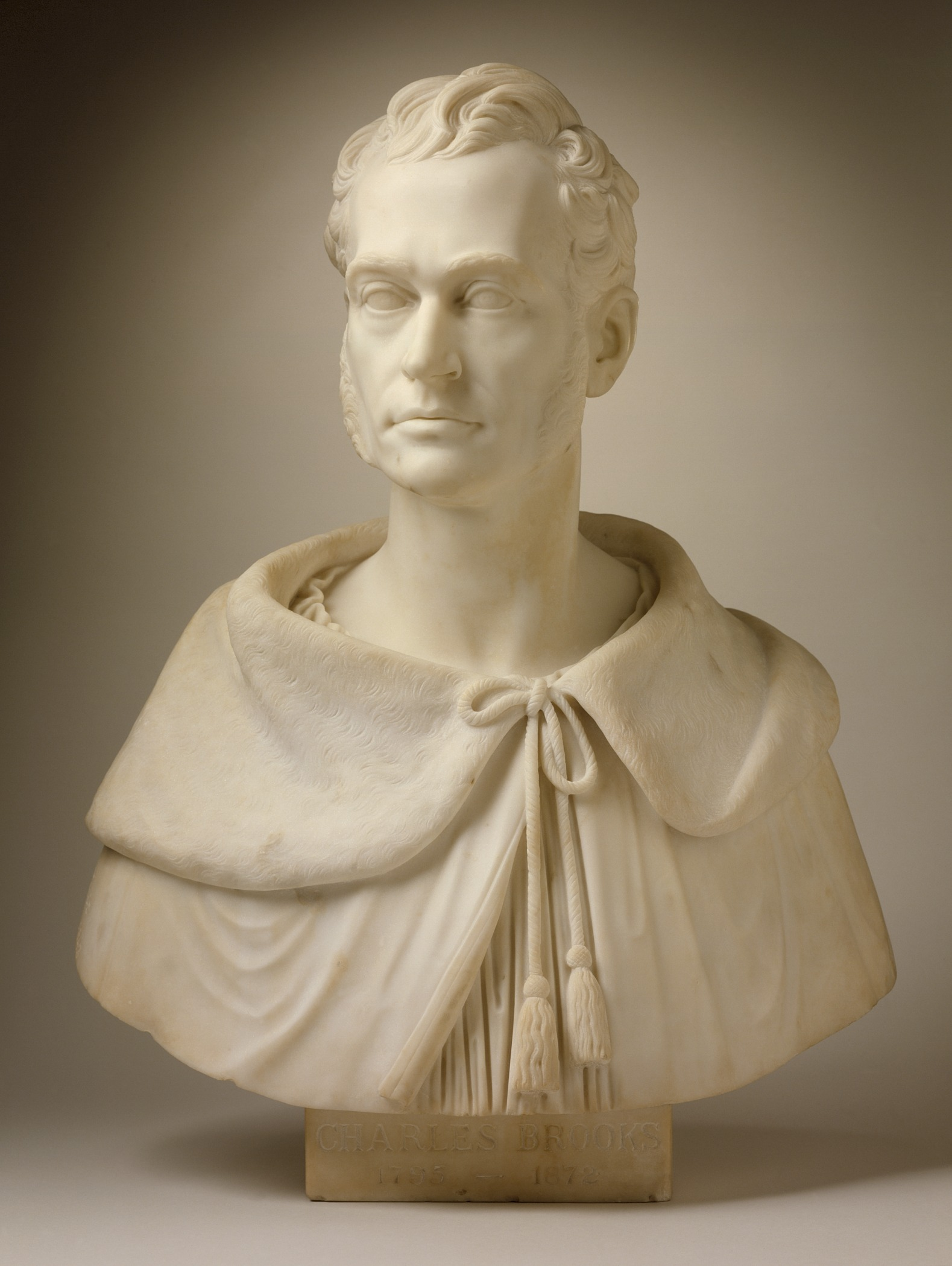
Busto del pastor Charles Brooks (1795-1872), mármol, 1843

En 1849, mientras visitaba el estado de Virginia, recibió un encargo del gobierno para que un monumento fuera erigido en Richmond, Virginia. Regresó inmediatamente a Roma y comenzó la obra, cuyo diseño era una estrella de cinco rayos, cada una de ellas llevando una estatua de algún virginiano histórico, Patrick Henry y Thomas Jefferson se encontraban en una de ellas. La obra está coronada por un zócalo, sobre el que se erige una estatua ecuestre de George Washington. Estas estatuas, modeladas en Roma, fueron hechas en una fundición de Munich (Múnich). 
Los trabajos más importantes de Crawford, fueron ordenados por el gobierno federal para el capitolio de Estados Unidos en Washington. El primero de ellos era un frontón de mármol con figuras de tamaño natural simbolizando el progreso de la civilización americana; Luego vino una figura de bronce  La Libertad triunfante en Guerra y Paz que sobrepasa la cúpula; Y el último de éstos encargos y de su vida laboral, era una puerta de bronce en la que se modelaron varias escenas de la vida pública de Washington. Entre las obras de Crawford destaca también su estatua de un jefe indio, muy admirada por el escultor inglés Gibson, quien propuso que una copia en bronce de la misma fuera conservada en Roma como un monumento duradero. 
Sus principales logros incluyen la figura por encima de la cúpula del Capitolio de los Estados Unidos titulada Libertad triunfante en Guerra y Paz , la Puerta de la Guerra Revolucionaria en el ala de la Casa de Representantes y las puertas y estatuas de bronce para el frontón del ala del congreso de los Estados Unidos. Sólo pudo comenzar los bajorrelieves de las puertas de bronce, que luego fueron completadas por W. H. Rinehart.

### Vida personal y muerte
En política era liberal de religión protestante y de carácter generoso y amable, adverso a las discordias tanto profesionales como sociales.
En 1844, se casó con Louisa Cutler Ward, hermana de Julia Ward Howe, y con ella tuvo cuatro hijos, entre ellos los escritores Francis Marion Crawford y Mary Crawford Fraser.
Crawford comenzó a experimentar un deterioro significativo de su visión en 1856, que terminó definitivamente con su carrera artística. Buscó tratamiento médico en París, Roma y Londres, los médicos descubrieron que tenía un cáncer que le afectó los ojos y el cerebro. Murió en Londres el 10 de octubre de 1857. Su cuerpo fue devuelto a los Estados Unidos, y fue enterrado en el Cementerio de Green-Wood Brooklyn, Nueva York.